# Dominique Aubier
Dominique Aubier, también conocida por su verdadero nombre Marie-Louise Labiste (Cuers, Provenza-Alpes-Costa Azul, 7 de mayo de 1922-2 de diciembre de 2014), fue una escritora y ensayista francesa.
Durante los años 1950 escribió seis novelas y ensayos sobre España y la tauromaquia. En 1966 publicó Don Quichotte, prophète d'Israël (en español, Don Quijote, profeta y cabalista) donde defiende una interpretación esotérica del Quijote, viendo en él un libro codificado basado sobre la cábala. Vivió durante muchos años en la localidad andaluza de Carboneras.

## Primeras obras
Al principio de los años 1950, Dominique Aubier publicó seis novelas en la editorial Le Seuil. También se interesó por la tauromaquia de la cual presentó dos estudios etnográficos en colaboración con los fotógrafos Inge Morath (Agencia Magnum) y Brassaï. Fue traductora de Lope de Vega (Fuente Ovejuna), y de Bernal Díaz del Castillo. También traducía a Cervantes (La Danse du Château, un libro ilustrado por Louis Chavignier y Alberto Giacometti).
Dominique Aubier publicó algunas críticas de cine en Les Cahiers du Cinéma (La Strada de Federico Fellini), y en la revista Esprit.

## Análisis cabalístico del Quijote
En enero de 1966, Dominique Aubier publicó su ensayo Don Quichotte, prophète d'Israël (reeditado en 2013 por Éditions Ivrea). En dicha obra, Aubier afirma que El Quijote tiene ramificaciones cabalísticas.
Según la escritora, Don Quijote asume el cuarto nivel de comprehensión de la tradición sagrada hebrea. En su libro, Dominique Aubier expone numerosos ejemplos de palabras que leídas según las técnicas propias a la mística judía revelan su doble entrada lingüística. Para Aubier, el judaísmo de Cervantes no es dudoso. El autor del Quijote se habría encontrado en la posición de salvaguardar y sintetizar los conocimientos del pensamiento hebreo en un momento en el que estaba amenazado por la Inquisición.
El libro de Aubier es el primero que revela la presencia del hebreo en El Quijote. Esta hipótesis también es defendida por otros dos autores: Ruth Reichelberg, profesor de literatura comparada en la Universidad Bar-Ilan (Tel-Aviv) y el profesor Bernardo Baruch.
La teoría de Dominique Aubier es la más audaz ya que según ella El Quijote es un libro esotérico codificado que prolonga la cábala.
Especialistas de Cervantes, como Jean Canavaggio, han rechazado la teoría de Dominique Aubier. Según Ruth Fine, profesor en la Universidad hebraica de Jerusalén, ningún texto de la tradición esotérica judía habría sido accesible en la época de Cervantes. Todavía, la Biblia hebrea existía en Alcalá de Henares en esta época y el Zohar de Moshe Shem Tob de Leon de Avila estaba publicado.
Dominique Aubier estudió los fundamentos bíblicos y la cábala en tres libros: Le Cas Juif, L'Urgence du Sabbat y Principe du Langage ou l'Alphabet hébraïque. En 1979, Aubier publicó La Mission Juive, Réponse à Hitler, une étude de la circoncision et de la Shoah.

### En español
- Dominique Aubier, Don Quijote, Profeta y Cabalista, Ediciones Obelisco, Barcelona.
- Dominique Aubier, España, ed. Compañia general Fabril Editora, Buenos Aires.
- Dominique Aubier, La Duquesa de Alba, Ediciones Mateu, Barcelona, 1964.

### En francés

#### Novelas
- Le Maître-Jour, éditions du Seuil
- Vive ce qu’on raconte, éditions du Seuil
- La Nourriture du feu, éditions du Seuil
- Le Pas du fou, éditions du Seuil
- La Reïna, éditions du Seuil
- Le Détour des choses, éditions du Seuil

#### Ensayos
- Séville en fête, 140 fotos de Brassaï, presentación de Henry de Montherlant, éd. Delpire, Paris (1954)
- Guerre à la tristesse, fotos de Inge Morath, tapa original de Pablo Picasso, éd. Delpire, Paris (1955)
- Espagne, "Petite planète" (Le Seuil), en colaboración con Manuel Tuñón de Lara (1956)
- Fiesta Brava, fotos de Català Roca, éd. Luciano Landi, Roma (1960)
- Hans Hartung, éd. Georges Fall, Paris, (1961), 72 p.
- Anna-Eva Bergman, éd. Georges Fall, Paris, (1964)
- Deux Secrets pour une Espagne, éd. Benjamin Arthaud/Qorban (1964)
- Le Cas juif, éd. Mont-Blanc(1968)
- L'Urgence du Sabbat, éd. Mont-Blanc (1969)
- Le Principe du langage ou l’Alphabet hébraïque, éd. Mont-Blanc(1970)
- La Synthèse des sciences, ou l’Hébreu en gloire, éd. Qorban (1973)
- Réponse à Hitler, la mission juive, éd. Qorban (1979)
- Catalina, ou la bonaventure dite aux Français, éd. Courrier du Livre (1982)
- Le Réel au pouvoir, éd. Dervy (1983)
- Le Traité de la connaissance ou la Kabbale retrouvée, éditions universitaires (1985)

#### Editado por el autor: MLL
M.L.L.( Marie-Louise Labiste) es una casa editorial fundada por el autor para publicar sus libros y DVD. Debido a su éxito mínimo, ningún editor quiso publicarlos. Ahora es exsecretario quien lo maneja.
- La Face cachée du cerveau, éd. Dervy (1992) , éd. M.L.L (2013)
- L'Ordre cosmique, éd. M.L.L. (1994)
- La Puissance de voir selon le Tch’an et le Zen, éd. M.L.L. (1995)
- Tir de voyance sur Mururoa, appel aux femmes, lettre ouverte à Jacques Chirac (1995)
- Lire sa vie et décrocher sa timbale de destin, éd. M.L.L. (2000)
- Ces désastres qu’on nous fabrique, en collaboration avec Marc-Laurent Turpin(2001)
- Le Pouvoir de la rose, éd. M.L.L. (2003)
- La 23e lettre de l'Alphabet hébreuéd. M.L.L.(2005)
- Le Secret des secrets (introduction à la Face cachée du cerveau), éd. M.L.L.(2007)
- Bolliyoud, le Cinéma indienéd. M.L.L.(2009)

#### SobreEl Quijote
1. Don Quichotte, prophète d'Israël, éd. Robert Laffont (1967) y  éd. Ivréa (2013)
2. Don Quichotte, le Prodigieux secours du Messie-qui-meurt éd. M.L.L. (1997)
3. Don Quichotte, la Révélation messianique du code de la Bible et de la Vieéd. M.L.L. (1999)
4. Don Quichotte, la Réaffirmation messianique du Coranéd. M.L.L.(2001)

#### Libros encontrados después de su muerte
1. Victoire pour Don Quichotte", (les sources hébreues et araméennes de Don Quichotte), éd. M.L.L.(2015)
2. Quand le Sacré fait du Cinéma, éd. M.L.L.(2016)
3. Le Devenir du monde est lié à celui de l'Homme, éd. M.L.L.(2017)

## Filmografía
- El Secreto de Don Quixote, documental de Alberto Martínez Flechoso y Raúl Fernández Rincón, Luca-films, Madrid,2005.